# Alikruiken
Alikruiken (Littorina) is een geslacht van Gastropoda, dat fossiel bekend is vanaf het Paleoceen. Tegenwoordig bestaan er nog enkele soorten van dit geslacht.

## Beschrijving
Deze buikpotige heeft een stevige, laaggewonden, kegelvormige schelp met een gladde tot zwak spirale versiering. Er bevinden zich zes tot zeven bolle windingen met een oppervlaktesculptuur van horizontale spiraalribben. De jongste winding is groter dan de overige schaal. De schelphoogte bedraagt maximaal veertig millimeter en de schelpbreedte maximaal vijfendertig millimeter.
De schelp is meestal bruingrijs, met donkere en lichte kleurbanden, die evenwijdig aan de ribben verlopen. De mondrand en callus zijn wit. Er is een dun bruin hoornachtig operculum met een spiraalvormige opbouw.

## Leefwijze
Het voedsel bestaat uit algen en zeewier, maar ook dode materialen worden gegeten. Het dier is in staat om zeer lage zoutgehalten en vervuiling te overleven, maar ook een door de golven losgeraakte slak wordt zelden beschadigd, dankzij het zeer sterke huisje. Om niet door stromingen te worden meegevoerd, verankert het dier zich op objecten met behulp van een slijmlaagje. Bij eb wordt het huisje afgesloten met het operculum, zodat het slakje niet uitdroogt.

## Verspreiding en leefgebied
Deze algenetende dieren komen algemeen voor in de getijdenzone op rotskusten, zandige kwelders en in mangrovebossen, maar minder op slikbodems. Sommige soorten komen slechts op plaatsen voor, die alleen nog door springvloeden bereikt kunnen worden. Bij deze is de kieuwholte deels omgevormd tot long.

## Soorten
- Littorina aleutica Dall, 1872
- Littorina arcana Hannaford-Ellis, 1978
- Littorina brevicula (Philippi, 1844)
- Littorina compressa Jeffreys, 1865
- Littorina fabalis (W. Turton, 1825)
- Littorina horikawai Matsubayashi & Habe in Habe, 1979
- Littorina islandica D. Reid, 1996 †
- Littorina kasatka D. Reid, Zaslavskaya & Sergievsky, 1991
- Littorina keenae Rosewater, 1978
- Littorina littorea (Linnaeus, 1758)
- Littorina mandshurica (Schrenk, 1861)
- Littorina natica D. Reid, 1996
- Littorina obtusata (Linnaeus, 1758)
- Littorina petricola Arnold, 1908 †
- Littorina plena Gould, 1849
- Littorina remondii Gabb, 1866 †
- Littorina saxatilis (Olivi, 1792)
- Littorina scutulata Gould, 1849
- Littorina sitkana Philippi, 1846
- Littorina sookensis B. L. Clark & Arnold, 1923 †
- Littorina squalida Broderip & G. B. Sowerby I, 1829
- Littorina subrotundata (Carpenter, 1864)